# Seznam odrůd jablek
Seznam odrůd jablek, resp. jabloní zahrnuje převážně odrůdy registrované, příp. vyskytující se v České republice. (Zahraniční odrůdy jsou uvedeny namátkově, většinou, pokud mají určitou souvislost s českými odrůdami.) Seznam není úplný, je doplňován průběžně.

## Odrůdy v Česku

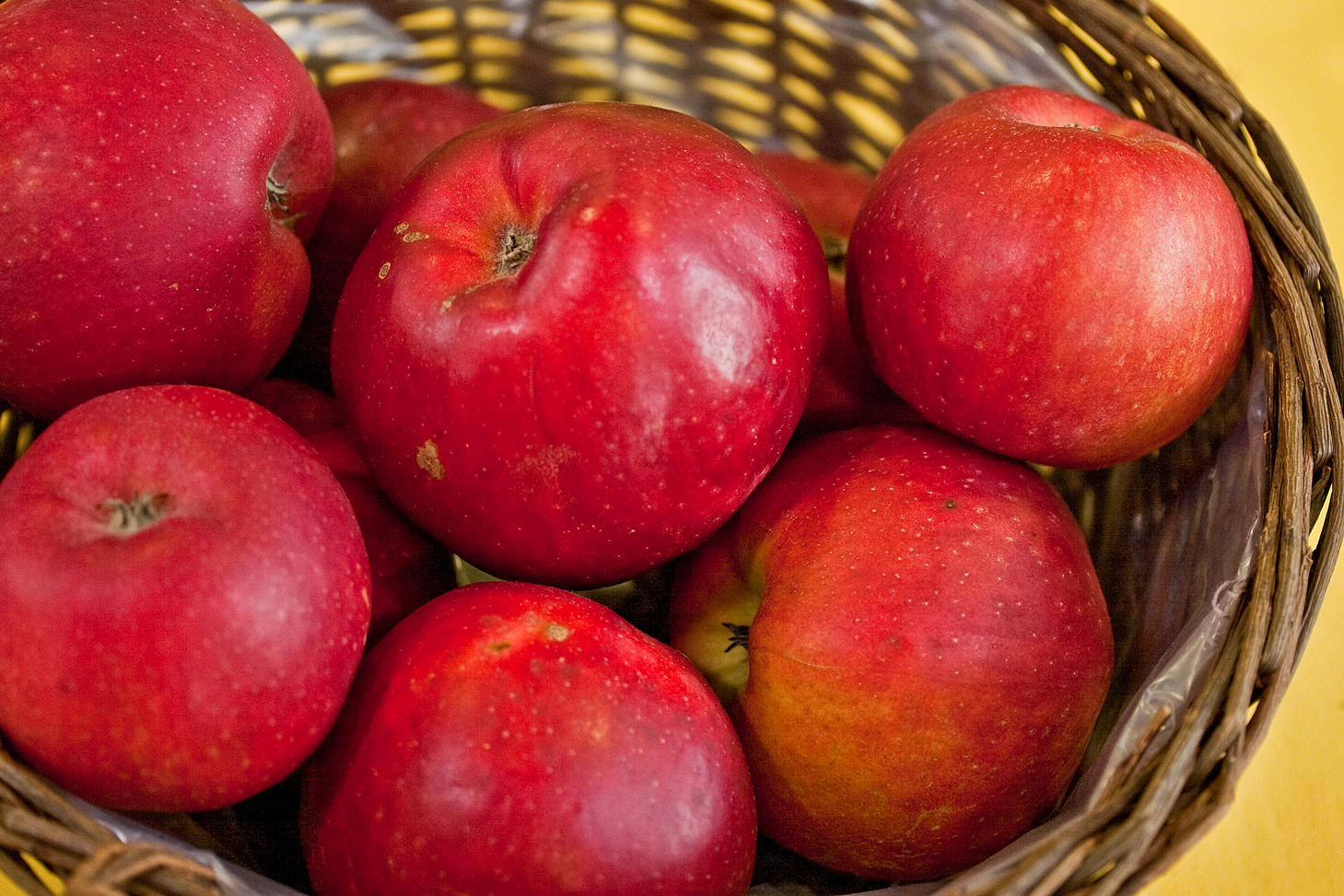
Gdaňský hranáč

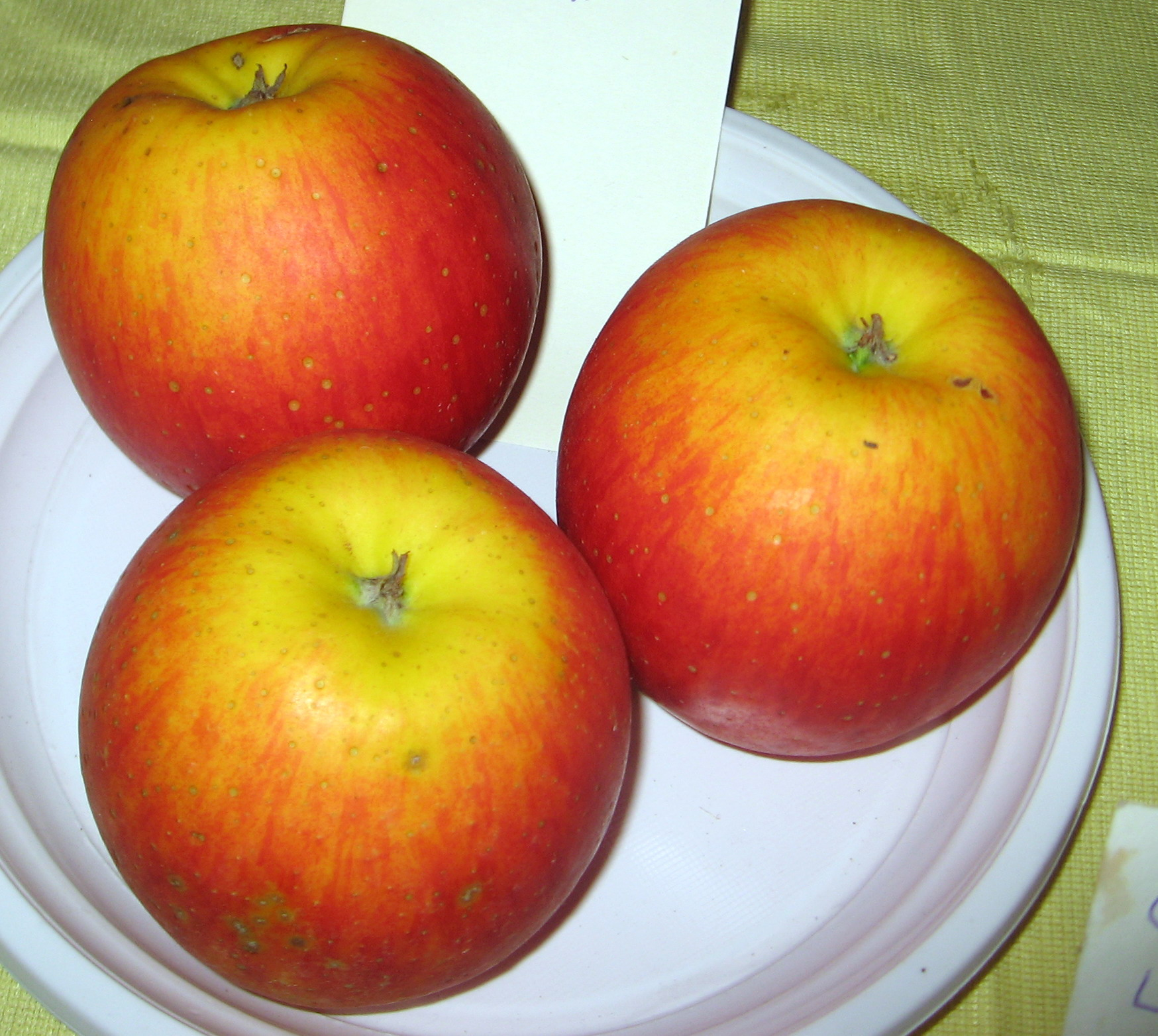
Rubín

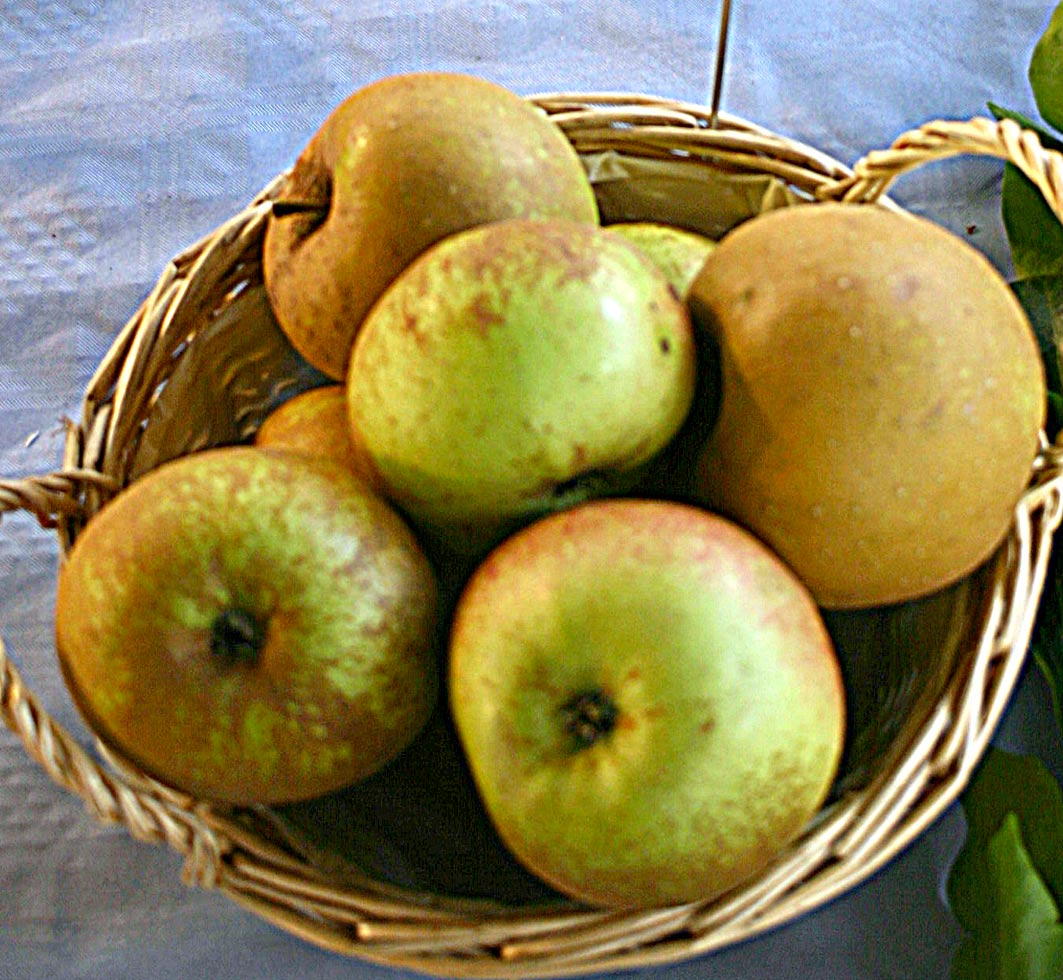
Boskoopské

- Åkerö
- Adamovské
- Admirál
- Aderslebenský kalvil
- Akane
- Albrechtovo
- Alfa 68
- Alkmene
- Allegro
- Ametyst
- Ananasová reneta
- Andego
- Aneta
- Angold
- Antonovka
- Anýzové české
- Ariana
- Ariwa
- Astillisch
- Astramel
- Astrachán bílý
- Astrachán červený
- Atlas
- Atropurpurea
- Aurália
- Banánové zimní
- Bancroft
- Barry
- Bathské
- Baumanova reneta
- Beforest
- Bel-el
- Beni Shogun
- Bernské růžové
- Biesterfeldská reneta
- Biogolden
- Blaník
- Bláhovo oranžové
- Blenheimská reneta
- Bohemia
- Boikovo
- Bolero
- Boskoopské
- Boskoopské červené
- Braeburn
- Britemac
- Breuhahnovo
- Cameo
- Car Alexandr
- Caudle
- Ciljo
- Citronové zimní
- Clivia
- Cornwallské
- Cortland
- Cosmic Crisp
- Coulonova reneta
- Coxova reneta
- Crimson Beauty
- Crimson Snow
- Croncelské
- Cumulus
- Červené tvrdé
- Česká pochoutka
- České růžové
- Český ráj
- Čistecké lahůdkové
- Dalila
- Dalily Ambassy
- Dantes
- Daňkovo
- Daria
- Dark Rubín
- Degas
- Delén
- Delicia
- Deliga
- Delikates
- Delor
- Delrose
- Delvit
- Denár
- Desert
- Diadém
- Diamant
- Dijkmans Zoet
- Dima
- Dione
- Discovery
- Dolores
- Domino
- Doris
- Dublet
- Double Red
- Doud Golden Delicious
- Dublet
- Dukát
- Dulcit
- Durit
- Early Gold
- Early Mac Intosh
- Elise
- Elstar
- Enterprise
- Erich Neumanns Roter James Grieve
- Erwin Baur
- Eva
- Fany
- Fenix
- Fireside
- Flordika
- Florijam
- Florina
- Fragrance
- Freedom
- Frosta
- Fuji
- Gala
- Gascoyneho šarlatové
- Gdánský hranáč
- Geneva Early
- Gloster
- Gold Bohemia
- Golden Delicious
- Gol.D.Reinders
- Goldspur
- Goldstar
- Grahamovo
- Granny Smith
- Gravštýnské
- Gravštýnské červené
- Grimesovo zlatožluté
- Greensleeves
- Gustavovo trvanlivé
- Hájkova muškátová reneta
- Hammersteinovo
- Hana
- Harbertova reneta
- Hedvábné červené letní
- Heliodor
- Hetlina
- Honey Crisp
- Hrivna
- Hvězdnatá reneta
- Chamalis
- Champagner Reneta
- Charlamowski
- Chehalis
- Chodské
- Idared
- Idleless
- Ingrid Marie
- Ivette
- Jadernička moravská
- Jakub Fischer
- Jamba
- James Grieve
- James Grieve double red
- James Grieve red
- Jantar
- Jarka
- Jeptiška neboli  'Železné jablko'
- Jazz
- Jersey Mac
- Jolana
- Jonagold
- Jonagold Marnica
- Jonagold Prince
- Jonagold Rubinstar
- Jonagored
- Jonagored supra
- Jonalord
- Jonathan
- Julia
- Junami
- Juno
- Kalvil bílý zimní
- Kalvil červený podzimní
- Kardinál žíhaný
- Karmen
- Karmína
- Karneval
- Katia
- Kidd's orange a Kidd's Orange Red
- Klára
- Kanadská reneta (též Kmínová reneta)
- Kordona
- Kosmonaut
- Kouřimský kropenáč
- Kozstela
- Kožená reneta
- Kožená reneta zimní
- Krasava
- Krasokvět žlutý
- Landsberská reneta
- Lena
- Liberty
- Ligol
- Limburské
- Lipno
- Lired
- Lobo
- Londýnský jadernáč
- Lord Derby
- Lord Lambourne
- Lord Lambourne červený
- Lordeta
- Lotos
- Luna
- Macoun
- Malináč
- Malinové holovouské
- Malinové hornokrajské
- Malinové sloupenské
- Mantet
- Marnika
- Matčino
- Mc Intosh
- McIntosh red
- Melba
- Megumi
- Melodie
- Melrose
- Merkur
- Meteor
- Mikra
- Mikulášovo
- Minerva
- Mio
- Miodar
- Mira
- Mitchgla
- Modi
- Míšeňské
- Mivibe
- Moonlight
- Muškátová reneta
- Mutsu
- Nabella
- Nela
- Newton
- Newton Wonder
- Northern Spy
- Novamac
- Oldenburgovo neboli  'Oldenburgovo červené'
- Ontario
- Opál
- Oranie
- Orion
- Otava
- Ovčí hubičky
- Panenské české
- Panenské zlepšené
- Parména zlatá neboli  'Zlatá reneta'
- Patriot
- Peasgoodovo
- Petra
- Pidi
- Pinova
- Piros
- Pilot
- Pink Lady
- Pinova
- Pohoda
- Pottův jadernáč
- Prima
- Primadela
- Primula
- Produkta
- Průsvitné letní
- Punčové
- Pyrop
- Quinte
- Rafzubin
- Rajka
- Rebella
- Red Cap
- Red Delicious
- Red Devil
- Red Elstar
- Red Jonaprince
- Red June
- Red Melba
- Red Prince
- Red Topaz
- Rederova reneta
- Redlove Circe
- Redlove Era
- Remo
- Reneta Pomphelia
- Resista
- Ribstonský jadernáč
- Richared Delicious
- Rondo
- Rosamund
- Rosana
- Rozela
- Rubens
- Rubimeg
- Rubinola
- Rubinstar
- Rubinstep
- Rubín
- Rucla
- Řehtáč soudkovitý
- Santana
- Selena
- Sentima
- Shalimar
- Signe Tillisch
- Sir Prize
- Sirius
- Skleněné žluté
- Sláva světa
- Smiřické vzácné
- Sonet
- Solaris
- Spalord
- Sparjon
- Spartan
- Spencer
- Stark's Earliest
- Starking Delicious
- Starkrimson Delicious
- Starkresa
- Strýmka
- Sudetská reneta
- Svatava
- Summerred
- Šampaňská reneta
- Šampion
- Šampion red
- Šampion Reno
- Šálové
- Švýcarské oranžové
- Tábor
- Tereza
- Tetovsky
- Tolar
- Topaz
- Unitop
- Ušlechtilé žluté
- Valašská reneta
- Vanda
- Vesna
- Viktoria
- Vilémovo
- Vista Bella
- Vitan
- Vltava
- Vysočina
- Výtečné české
- Vytoužené
- Wagenerovo
- Wealthy
- Wealthy double red
- Wesenerovo
- Witos
- Worcesterská parména
- Zapovězené
- Zita
- Zlatava
- Zlaťák
- Zuccalmagliova reneta
- Zuzana
- Zvonkové
- Zvoša

## Odrůdy v Litvě
V seznamu jsou uvedeny odrůdy používané v Litvě, pokud nejsou uvedeny v seznamu výše. Ani tento seznam není úplný. 
- Aldas
- Alva (odrůda jablek)
- Antaninis
- Antej (odrůda jablek)
- Arbat (odrůda jablek)
- Arlet
- Arno (odrůda jablek)
- Auksis
- Avenarijus neboli Lietuvos cukrinis rožinis
- Beržininkų ananasas
- Bogatyr (odrůda jablek)
- Close (odrůda jablek)
- Cornel red
- Crowngold
- Early Queen
- Izbranica
- Jerseymac
- Jonagold Decosta
- Jonagold King
- Jonagored Supra
- Jonica
- Konfetnoje
- Kortlendas
- Kulono renetas
- Lobo (odrůda jablek)
- Lodel
- Lofem
- Melnrose
- Novajo
- Orlivim
- Orlovskoje polosatoje
- Paprastasis antaninis
- Paulared
- Pepino
- Persikinis
- Pilot (odrůda jablek)
- Průsvitné letní (Popierinis)
- Red Jonaprince
- Redkroft
- Reno (odrůda jablek)
- Rubinete
- Rudenis
- Rudens dryžuotasis
- Sawa
- Sinap orlovskij
- Skaistis (odrůda jablek)
- Slava peremožcam
- Štaris
- Telissare
- Vitos